# Joseph Alois Bach

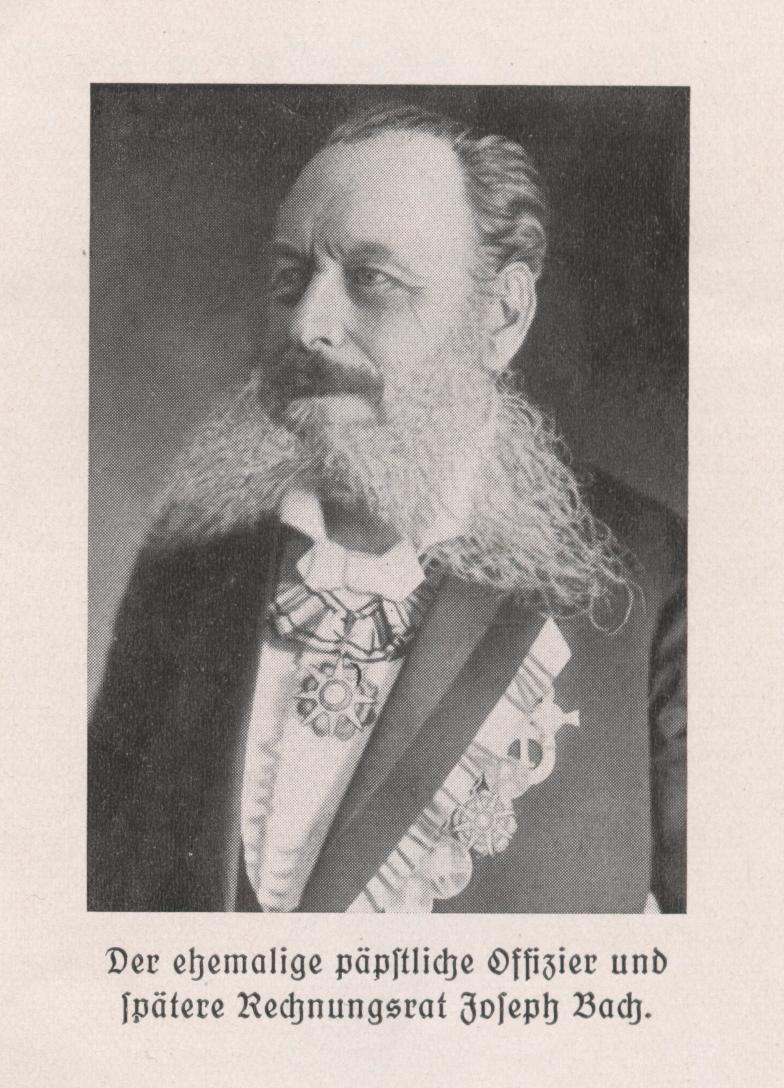
Joseph Alois Bach als Veteran und Komtur des St. Piusordens, Porträt aus der Biographie von Jakob Knauber, 1932

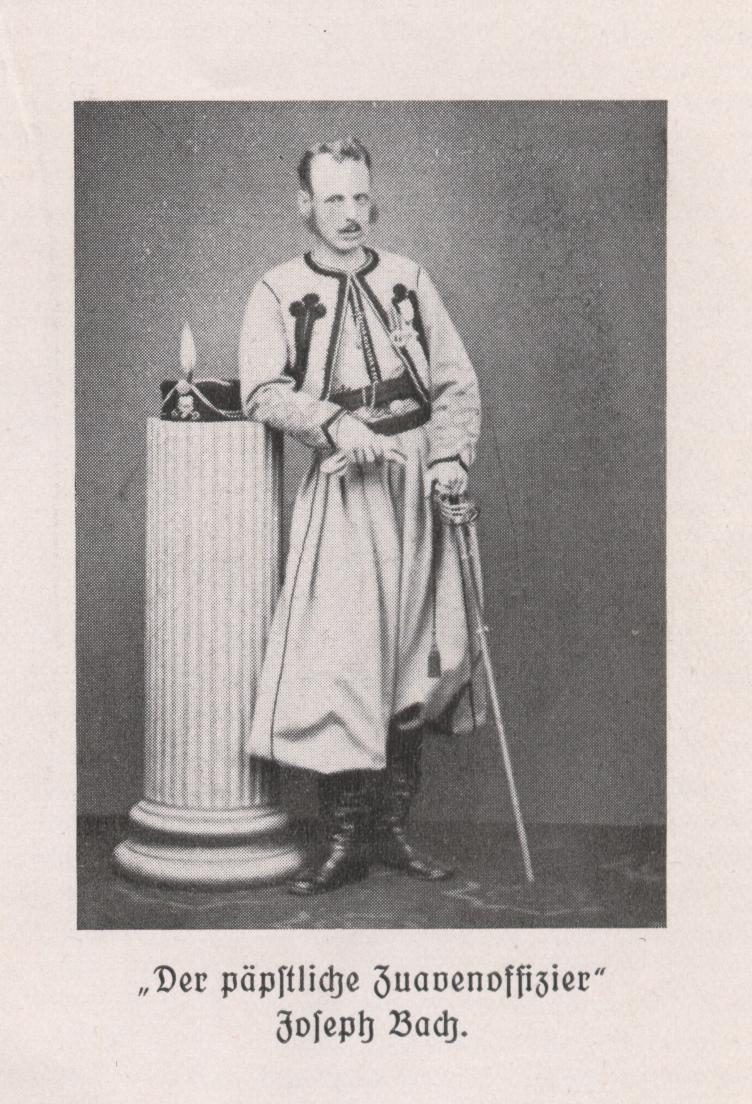
Joseph Alois Bach, 1867, als päpstlicher Zuave

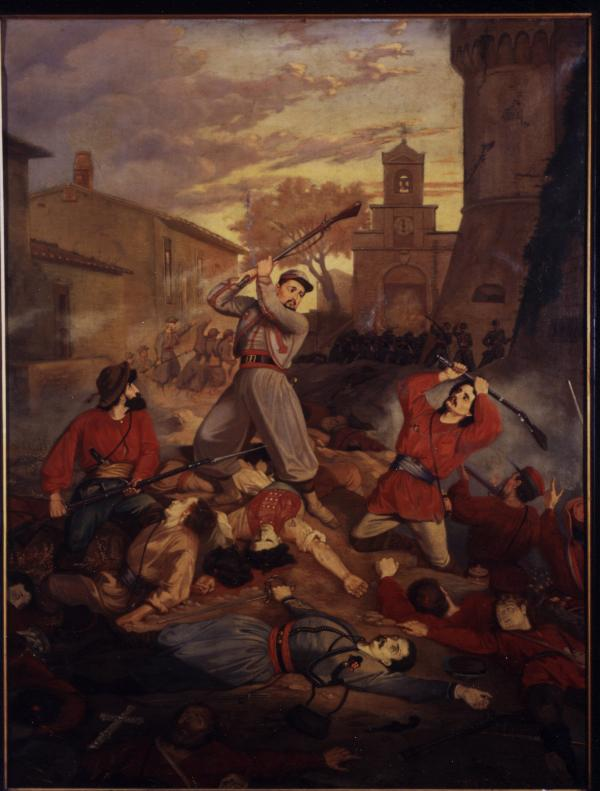
Zuavengefecht auf dem Monte Libretti am 13. Oktober 1867. Hier riss der Feldwebel Bach die Initiative an sich und übernahm eigenständig die Führung seiner Truppe, weswegen er noch auf dem Schlachtfeld zum Offizier befördert wurde.

Joseph Alois Bach (* 15. Mai 1838 in Klingenmünster, Pfalz; † 7. Januar 1912 in Montigny bei Metz) war päpstlicher Zuave und wurde infolge von persönlicher Tapferkeit 1867 zum Offizier befördert, später als Komtur des Piusordens in den römischen Adelsstand erhoben. Nach seiner Militärzeit im Kirchenstaat als Beamter in Elsaß-Lothringen tätig wurde er kaiserlicher Rechnungsrat.

## Leben

### Geburt und Familienverhältnisse
Joseph Alois Bach wurde als Sohn des Einnehmers Nikolaus Bach und seiner Ehefrau Magdalena geb. Hauck, in Klingenmünster geboren. Vater Bach war aus Mombronn (heute Montbronn) in Lothringen in die Pfalz eingewandert, die Mutter, eine Gastwirtstochter, stammte aus Rodalben. Als der spätere Papstsoldat 5 Jahre zählte, zog die Familie nach Rülzheim, wo der Vater über 30 Jahre lang als Einnehmer amtierte und zu den aktivsten Mitgliedern der katholischen Kirchengemeinde gehörte. Joseph Alois Bachs Bruder Otto Bach war Priester der Diözese Speyer, zuletzt mit dem Titel eines Geistlichen Rates. Als er selbst unter den gelb-weißen Fahnen in Rom diente, wirkte dieser unter anderen in Landstuhl, Münchweiler, Grünstadt und Trippstadt.

### Dienst als päpstlicher Soldat
Nachdem die Ereignisse um die italienische Einigung und die Besetzung großer Teile des Kirchenstaates 1860 kumulierten, zogen Freiwillige aus aller Welt nach Rom, um dem Papst beizustehen. Neben Adeligen und Militärs befanden sich darunter auch viele einfache Menschen, oft Studenten, Bauern und Handwerker, die um des Rechtes des heiligen Vaters und der guten Sache willen auszogen. In Deutschland kamen diese Freiwilligen – „Kreuzfahrer“ genannt – hauptsächlich aus dem süddeutsch-katholischen Raum, aus dem Rheinland und aus Westfalen (vor allem aus dem Münsterland). Es wird nur ein einziger Pfälzer überliefert, der dazumal ebenfalls als Soldat nach Rom eilte, Joseph Alois Bach aus Rülzheim. Über München und Innsbruck reiste der 22-jährige Bach 1860 nach Italien. Dort wurde die päpstliche Armee gerade reorganisiert und unter anderem ein Zuavenregiment nach dem Muster der französischen Kolonialtruppen aufgestellt. Bei diesen Zuaven trat Joseph Alois Bach ein und nahm schon im Herbst 1860 an den Kampfhandlungen zur Verteidigung des Kirchenstaates teil, deren bedeutendste die Schlacht bei Castelfidardo, am 18. September 1860 war.
1867 brachen die nationalliberalen Italiener unter Garibaldi erneut in den Kirchenstaat ein und schürten Aufstände in Rom. Die päpstliche Streitmacht war in Kämpfe gegen den äußeren und den inneren Feind gleichzeitig verwickelt. Im Spätsommer 1867 tat sich Joseph Alois Bach als Unteroffizier der 4. Kompanie hervor, als er nachts eine 12 Mann starke Aufklärungsabteilung aus dem römischen Stadttor San Giovanni hinausführte, wo ein zurückkehrender Reiter von einer Freischärlerbande überfallen worden war. In der gleichen Zeit nahm er mit Leutnant van Erp an einer nächtlichen Patrouille teil, wobei er als einer der „kühnsten Unteroffiziere der Zuaven“ bezeichnet wird. Danach muss er zum Feldwebel befördert worden sein, denn als solcher rückte er Anfang Oktober mit seiner Truppe an die Nordgrenze des Kirchenstaates, um die eingedrungenen Italiener zu bekämpfen. Am 13. Oktober sollte das befestigte und auf einer mit Weinbergen bewachsenen Anhöhe liegende Dorf Monte Libretti genommen werden. Entgegen ersten Annahmen war es von Garibaldis „Rothemden“ stark besetzt. Bachs Kompanie – 90 Mann – griff gegen Abend an. Nach einem kurzen Vorpostengefecht kam es zu erbittertem Nahkampf, da die Papstsoldaten bis zum Festungstor stürmten und sogar in das Dorf eindrangen. Beide Führer der Kompanie fielen. Die zahlenmäßig unterlegenen Zuaven kämpften wie die Löwen und wurden schrecklich dezimiert. Joseph Bach riss selbstständig die Initiative an sich, übernahm das Kommando und feuerte seine Kameraden rastlos zum Kampfe an, bis er die Unmöglichkeit des weiteren Vordringens einsah. Schließlich sammelte er die Truppe in einem Haus, hart an der Stadtmauer, verschanzte sich dort und leistete die ganze Nacht erbitterten Widerstand, ständig bedroht von der vielfachen Übermacht des Gegners. Am Morgen zählte er neben vielen Toten und Verwundeten noch 16 kampffähige Männer, stellte jedoch überrascht fest, dass der Feind sich – offenbar infolge der heftigen Gegenwehr – unerwartet zurückgezogen hatte. Erst jetzt traf sein Bataillon zur Unterstützung ein. Als Bach Meldung machte, wurde der Bataillonschef Oberstleutnant Athanasius Baron de Charette vom Mut der führerlosen Schar so sehr ergriffen, dass er salutierend seinen Säbel vor ihr senkte und das ganze Bataillon an den 17 nächtlichen Verteidigern des Monte Libretti vorbeidefilieren ließ. Er veranlasste, dass Joseph Alois Bach, per Telegramm, noch auf dem Schlachtfeld zum Offizier befördert und mit dem Ritterkreuz des St. Silvesterordens ausgezeichnet wurde. In der Publikation „Die Streiter für den apostolischen Stuhl im Jahre 1867“ (Verlag für Kunst und Wissenschaft, Frankfurt, 1867) zitiert der Verfasser, Pater Andreas Niedermayer, einen Augenzeugen mit den Worten: „Sergeantmajor Joseph Bach sah aus, wie im Blute gebadet, obgleich er selbst nicht die geringste Schramme hatte. Tags darauf konnte er an seine Eltern in der Bayerischen Rheinpfalz telegraphieren: ‚Seppel wohl und gesund, auf dem Schlachtfeld Offizier geworden.’ “ In der Heimat veranstalteten die Pfälzer Katholiken daraufhin eine Sammlung und stifteten dem berühmten Landsmann in päpstlichen Diensten einen wertvollen Ehrensäbel.

### Zivilleben, Tod und Würdigungen
Bei der Auflösung des Kirchenstaates im Jahre 1870 kehrte auch Joseph Alois Bach als päpstlicher Oberleutnant z.D. (zur Disposition) in die Heimat zurück. Er hatte in Rom inzwischen geheiratet; seine Frau hieß Emma Glanzmann und stammte aus Baden. Aufgrund ausgezeichneter Französischkenntnisse beamtete man ihn als Einnehmer im frisch angegliederten Reichsland Elsaß-Lothringen. Dort wirkte er beruflich in Molsheim, Hagenau und in Metz, wo er 1907 als kaiserlicher Rechnungsrat in Pension ging. Seine Tochter Maria war Ordensschwester in Landstuhl. Als Komtur des Piusordens 1906 in den römischen Adelsstand erhoben, starb Bach am 7. Januar 1912 und wurde auf dem Friedhof seines letzten Wohnortes, Montigny bei Metz, beerdigt. Oberstudienrat Jakob Knauber aus Eisenberg recherchierte aus heimatgeschichtlichen Gründen und veröffentlichte 1932 eine kleine Broschüre über ihn. Der zeitgenössische Schriftsteller Philipp Wasserburg – alias „Philipp Laicus“ – aus Mainz erwähnt den Pfälzer 1873 mehrfach in seinem 2-bändigen Werk „Silvio, ein Roman aus den Tagen von Mentana“ und setzte ihm damit schon zu Lebzeiten ein literarisches Denkmal.